# Mission: Impossible (TV-spel)
Mission: Impossible är ett actionspel och Third-person shooter TV-spel till Nintendo 64 och Sony Playstation baserad på 1996 års långfilm Mission: Impossible. Det utvecklades av Ocean Software och distribuerades av Infogrames Entertainment. Det konverterades senare till Playstation med smärre tillägg såsom röst, men minskad grafik. Det var det sista spelet att bli utvecklad av Ocean Software innan företaget blev uppköpt av Infogrames 1998.

## Spelets upplägg
Spelaren kontrollerar Ethan Hunt i de flesta uppdragen, och det mesta av spelet går ut på att utföra uppdragen oupptäckt eller dold. Spelaren kan välja från en mängd olika vapen och prylar, bland annat pistoler och automatvapen. På valda uppdrag har man tillgång till explosivt tuggummi och ansiktsmasker från filmen. Sprängämnen används på mål. Övrig utrustning Ethan använder är rökgeneratorer, infraröda kontakter, gasinjektorer, fingeravtryckskannrar och datordisketter.
Till skillnad från de flesta andra shooters på den tiden fick spelaren ofta iaktta försiktighet och återhållsamhet i utförandet av uppdragets mål. I många uppdrag innebär direkt användning av våld en nackdel eller blir rentav bestraffat, det är lätt att misslyckas i ett uppdrag genom att man råkar skjuta fel person. De flesta uppdragen kräver att man smyger för att infiltrera eller smiter ut ur området, såsom CIA:s högkvarter i Langley. Spelaren kan också infiltrera vissa anläggningar genom att använda ansiktsmask, och anta fiendens utseende. Ibland krävs det att spelaren gör detta flera gånger.

## Uppdrag
Uppdragen följer handlingen ungefär ur filmen, även om det finns en sidohandling i Ryssland som är helt originell. Det finns fem uppdrag som består av 20 nivåer.

## Mottagande
Mission: Impossible fick mediokra recensioner från kritikerna. Gamespot gav versionen till Nintendo 64 betyget 6.6   medan versionen till Playstation fick 4.4  av totalbetyget 10.